# 阿内勒·恩孔卡
卡尔文·阿内勒·恩孔卡（英語：Calvin Anele Ngcongca，1987年10月20日—2020年11月23日）是一名南非足球运动员，生前曾效力比利时足球甲级联赛的亨克、南非足球超級联赛的馬姆洛迪辛當斯等球隊。2020年11月23日，恩孔卡在一場車禍中喪生。